# Лодовіко Чіголі
Лодовіко Чіголі або Лодовіко Карді да Чіголі (італ. Lodovico Cardi da Cigoli; 21 вересня 1559 — 8 червня 1613, Рим ) — італійський художник XVI століття, представник пізнього маньєризму і раннього італійського бароко. Займався також архітектурою.

## Життєпис. Ранні роки
Народився в Чіголі да Сан Міньято, Кастелло ді Чіголі, неподалік Флоренції. Звідси прізвисько, що стало історичним іменем. Батьки майбутнього художника і архітектора — Джованні Баттіска Карді та Джинерва де Мацци, перебрались на житло у Флоренцію.

## Перший флорентійський період
Тринадцятирічним хлопцем був прийнятий у майстерню флорентійського художника Алессандро Аллорі (1535—1607). Навчався також у Бернардо Буонталенті (1531—1608). Флорентійські митці XVI століття відрізнялись універсальністю освіти і здатністю працювати архітекторами, скульпторами, художниками. Все це стане притаманним і Лодовіко Чіголі, що працюватиме архітектором, художником і музикантом. В архітектурних творах був тісно пов'язаний із Бернардо Буонталенті, бо останній був архітектором родини Медічі. Серед архітектурних проектів Буонталенті та Лодовіко Чіголі — модель фасаду флорентійського собору Санта-Марія-дель-Фйоре. Але проект не був реалізований у XVI столітті.

## Чіголі — фрескіст

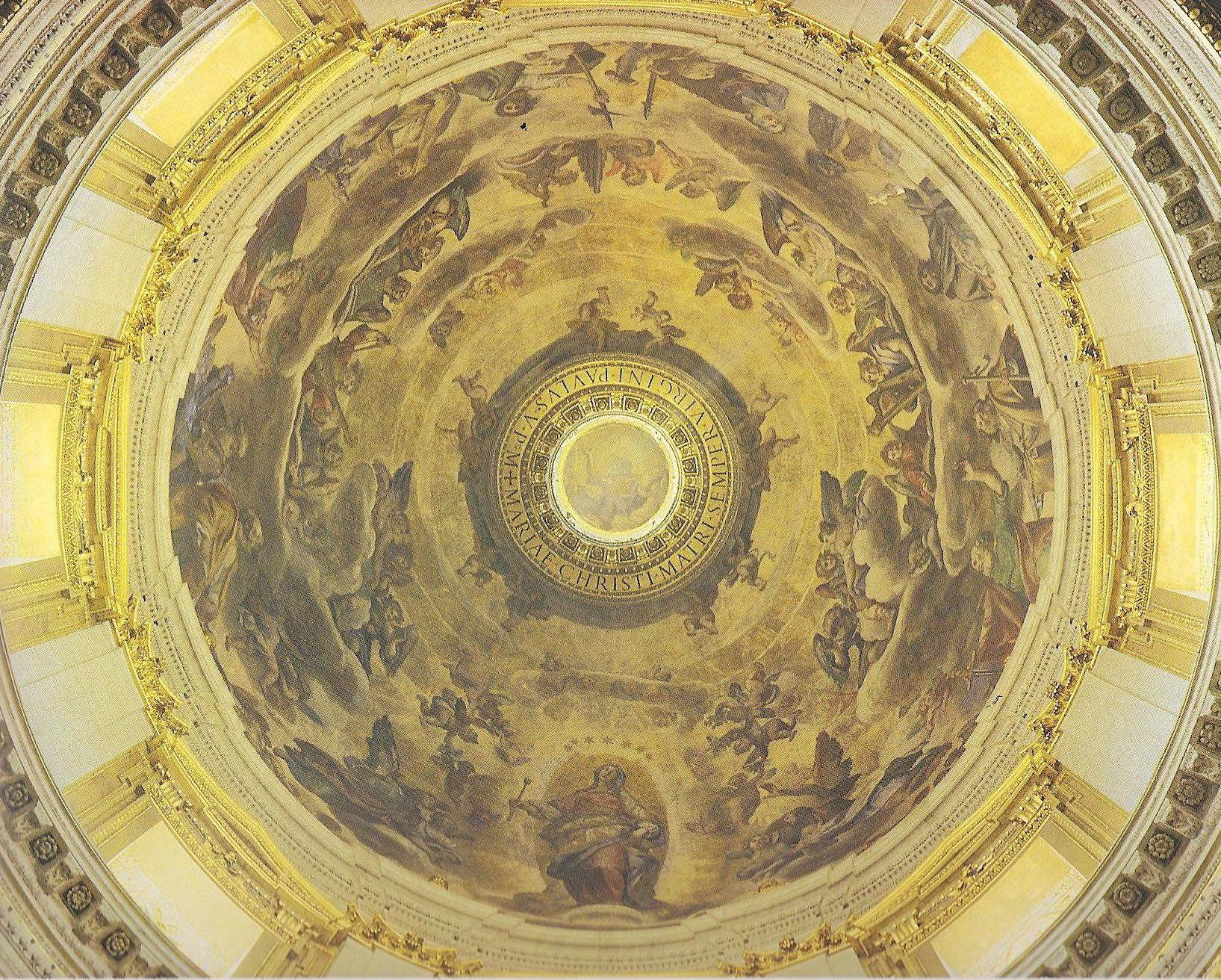
Купол каплиці в церкві Санта Марія Маджоре в Римі

Необхідність працювати по замовам релігійних громад спонукала Лодовіко Чіголі до досконалого опанувння техніки фрески.
Серед перших фресок Чіголі — світські стінописи на віллі Петрайя у 1580-і рр. У 1584 році він створив декілька фресок в церкві Санта Марія Новелла у Флоренції.
Але до найвідоміших фресок, створених Чіголі 1610 року, належить фреска в куполі каплиці церкви Санта Марія Маджоре в Римі, котру вибудували за наказом папи римського Павла V Боргезе. За наказом папи художник створив стінописи на непрямій поверхні, котра потребувала досконалих знань художньої перспективи. Сюжет — Богородиця на сьомому небі в оточенні апостолів і численних янголів. Навіть досвіду немолодого художника не вистачило, аби уникнути помилок у перспективних скороченнях. Сам Лодовіко Чіголі був розчарований результатом двох років роботи в каплиці і був готовий здерти готові фрески, аби створити їх наново.
Близько 1612 року за замовою кардинала Шипіоне Боргезе Лодовіко Чіголі створив світські фрески на його віллі в Квіріналі. Сюжетами Чіголі обрав історію Психеї, смертної дівчини, нареченої божка кохання Амура. Фрески з вілли кардинала, призначеної до руйнування,  були зняті і перенесені до капітолійських музеїв, але втратили авторство. Його повернули Чіголі на початку XX ст. після вивчення листування художника та свідоцтв у архівах.

## 2-й флорентійський період і два останні
Це умовна назва років праці при дворі герцогів Медічі на початку XVII ст. Відомо, що Чіголі у 1600 році був задіяний як художник-декоратор свят і сценограф у Флоренції. Велись урочистості з нагоди заручин і весілля Марії Медічі та короля Франції Генріха IV. Король волав виправити вигідним шлюбом власні грошові проблеми, а рід Медічі — додати пишну сторінку до історії роду шлюбом з королівською родиною. Король не прибув у Флоренцію, а заручини з Марією проводила довірена особа короля.
Лодовіко Чіголі мав створити пишні декорації для театральних вистав, для тріумфальних арок, для парадних колісниць тощо. Проекти до урочистостей роботи Чіголі та їх реалізація цілком задовольнили Марію Медічі. Вже королевою Франції вона викликала Лодовіко Чіголі у Париж для створення монументу загиблому від руки фанатика Генріху IV. Монумент був створений на Новому мосту в Парижі, де проіснував до років французької революції (1789-1793), коли був знищений за наказом революційного уряду.
2-й флорентійський період не був останнім в житті Чіголі. Художника викликали з Риму до Флоренції у 1604-1606 роках, коли від створив коронаційний портрет Козімо I Медічі та декілька вівтарних картин. Востаннє він працював у Флоренції у 1607-1608 рр.

## Галілео Галілей і Чіголі
Практично все життя Лодовіко Чіголі та Галілео Галілей підтримували дружні стосунки. Про це свідчить довге листування між ними в роки розлук. Чіголі знав драматичні обставини життя Галілея, а науковець багато розповідав художнику про власні відкриття. Лодовіко Чіголі знав про користування італійським науковцем віднайденим телескопом і про результати спостережень за поверхнею Місяця.

## Останні роки. Римський період
Третього квітня 1604 року Лодовіко Чіголі прибув до Риму, де мав покровителів серед Медічі та у римської родини Орсіні. Близькість до римських князів церкви ( кардинали Аррігоне, Дель Монте, Монтальто, Шипіоне Боргезе ) помітно полегшило його обрання у члени римської академії Св. Луки.
Флорентійські Медічі викликали його до себе, де Чіголі працював з осені 1604 до травня 1606 року. В той період він виконав коронаційний портрет Козімо І Медічі, «Поклоніння волхвів», «Мучеництво Св. Якова».
1607 року він перебував у Римі, де брав участь у конкурсі на проект фасаду собору Св. Петра, але перевагу надали іншому проекту. у 1607-1608 роках він знову відвідав Флоренцію, в останнє в житті, де знову виконав декілька замов на релігійні образи.
В Римі мешкав у власному будинку на Віа делла Сапієнца, де мав власну майстерню і де працював разом із останніми своїми учнями Доменіко Фетті та Сіджизмондо Коккапані .
1610 року почав працювати в каплиці церкви Санта Марія Маджоре — за замовою папи римського Павла V Боргезе, фреску в куполі закінчив через два роки. Значною і останньою роботою в Римі стануть світські фрески «Історія Психеї» за замовою кардинала Шипіоне Боргезе на віллі останнього.

## Смерть
Художник помер в Римі 8 червня 1613 року. Як громадянина Флоренції його поховали в церкві Сан Джованні деі фьорентіні, котрою опікувались в папській столиці флорентійці. Пізніше його прах перевезено до Флоренції і перепоховано у церкві Санта Фелічіта.

## Учні
В роки праці у Флоренції спробував себе як викладач в невеликому художньому гуртку. Лодовіко Чіголі був серед флорентійських майстрів, що шукали виходу із стилістики маньєризму у бік реалізму і більш природних кольорів, що в 20 столітті дасть підстави вважати Чіголі серед прихильників контрманьєризму. Насправді митець працював в різних стилістиках, серед яких був і маньєризм. В деякі періоди його прихильність до реалізму збільшувалась, як і прагнення до реалістичних кольорів на відміну від ядучих і незвичних колористичних гам флорентійських маньєристів.
Мав велику майстерню, куди брав учнів. Серед них:
- Кристофано Аллорі ( 1577—1621 )
- Доменіко Фетті ( 1589—1623 )
- Джованні Біліверті ( 1585—1644 )
- Філіппо Паладіні ( 1544—1614 )
- Ауреліо Ломі ( 1556-1622 )
- Сіджизмондо Коккапані ( 1583—1643 )

## Вислід
Творчість Лодовіко Чіголі мала помітний позитивний вплив на художнє життя Флоренції. Чіголі творчо підходив до стилістики маньєризму і плідно шукав виходу з кризового стану, в котрому опинились маньєристи Флоренції другої генерації. Праця в провінційних містах північної Італії наблизила його твори до реалістичних настанов і колористичних гам, наближених до реальності. Він був серед небагатьох флорентійських майстрів, що прийшов до форм раннього бароко, за котрим було майбутнє. Значення творчості Лодовіко Чиголі тим більше, що бароко не мало широкого розповсюдження у Флоренції ні наприкінці XVI, ні на початку XVII. Флоренція по смерті Чіголі опинилась в художній кризі і не дала жодного значного майстра доби бароко. Розпочався довгий етап запрошень у Флоренцію митців з інших художніх центрів, тоді як місто і князівський двір Медічі живуть лише власним минулим.

## Вибрані твори
- «Каїн та Авель», втрачена
- «Різдво Пресвятої Богородиці»

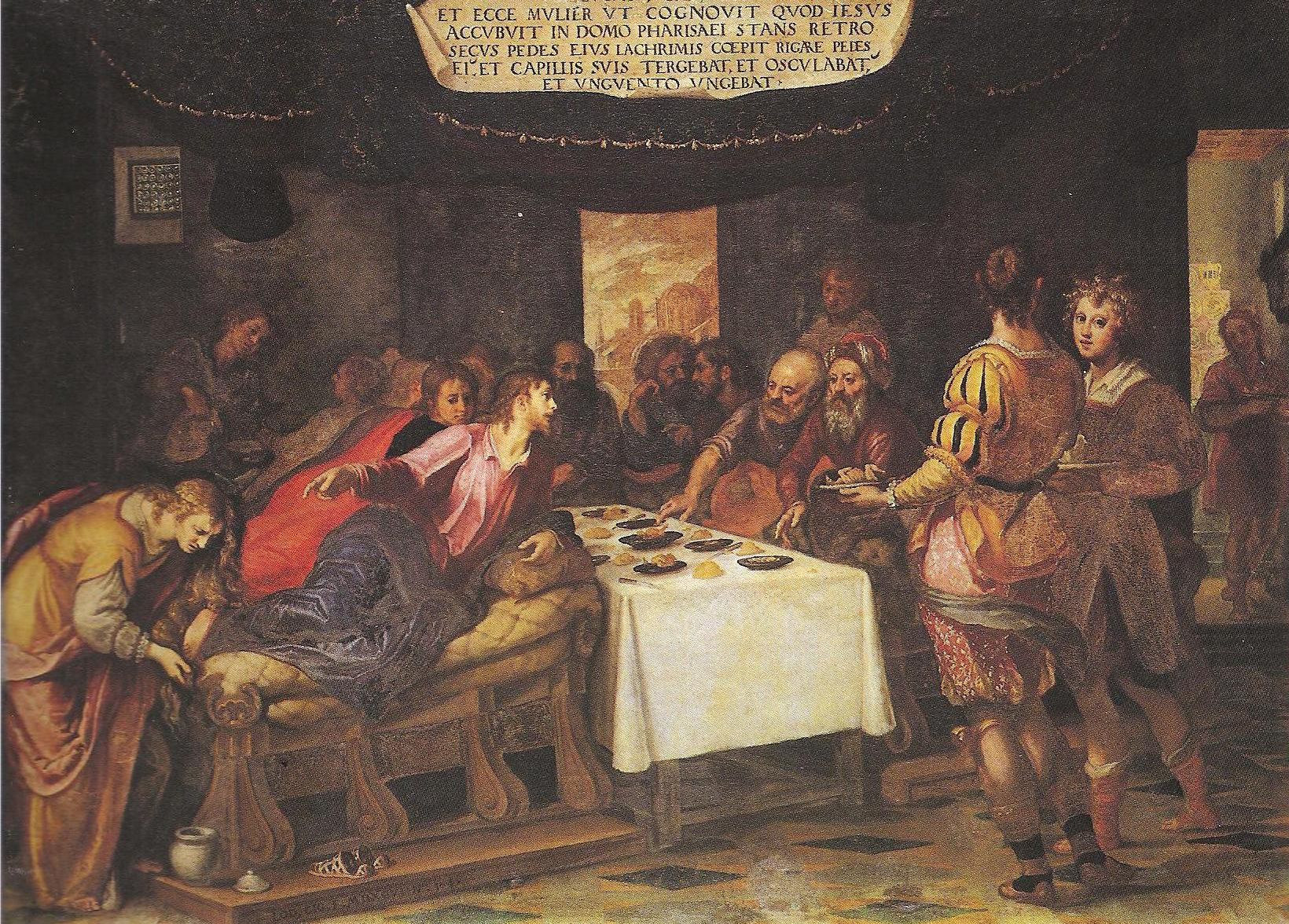
«Бенкет в домі Симона фарісея»

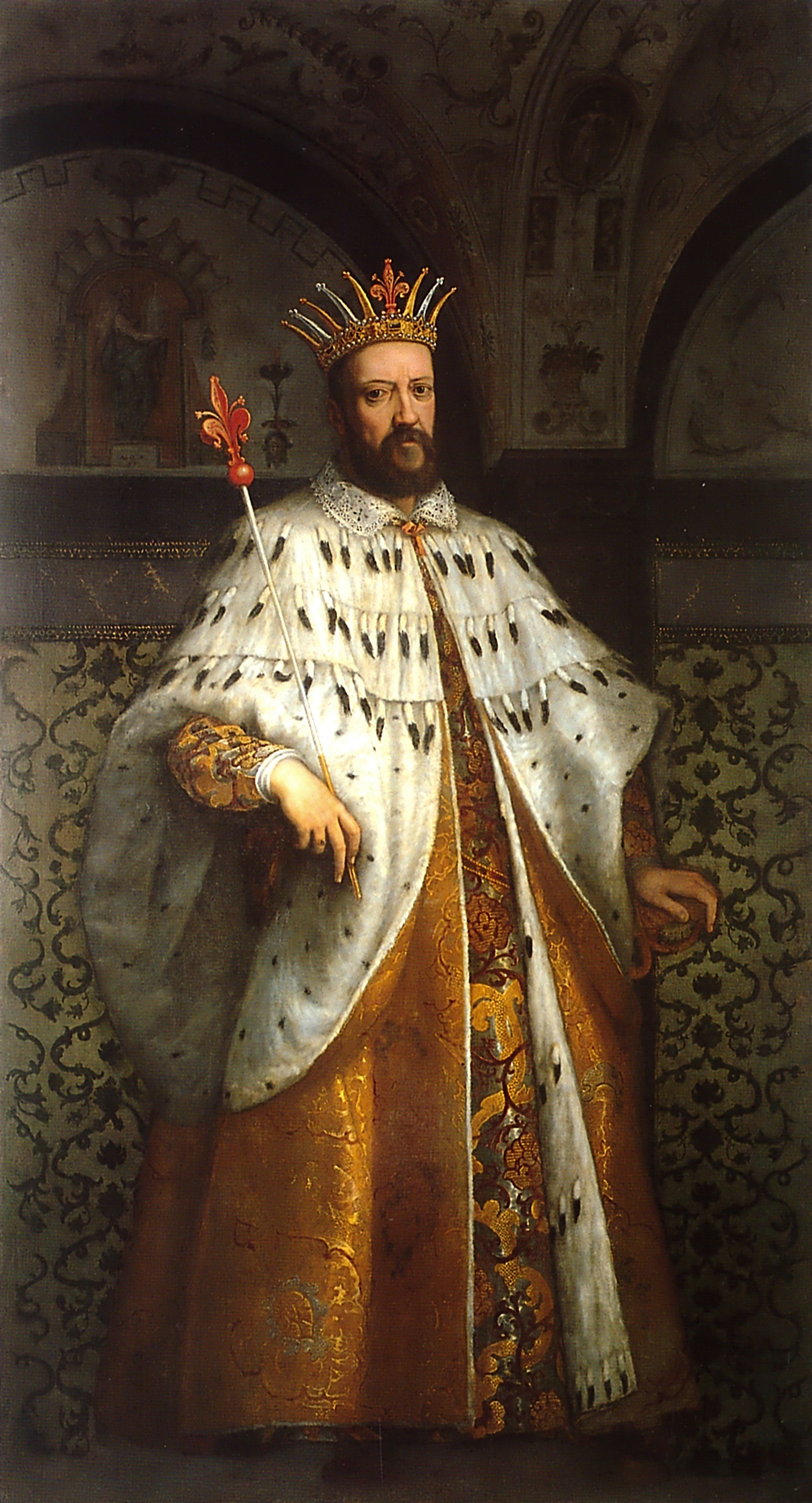
«Козімо І Медічі, Великий князь Тосканський», палаццо Медічі-Рікарді, Флоренція

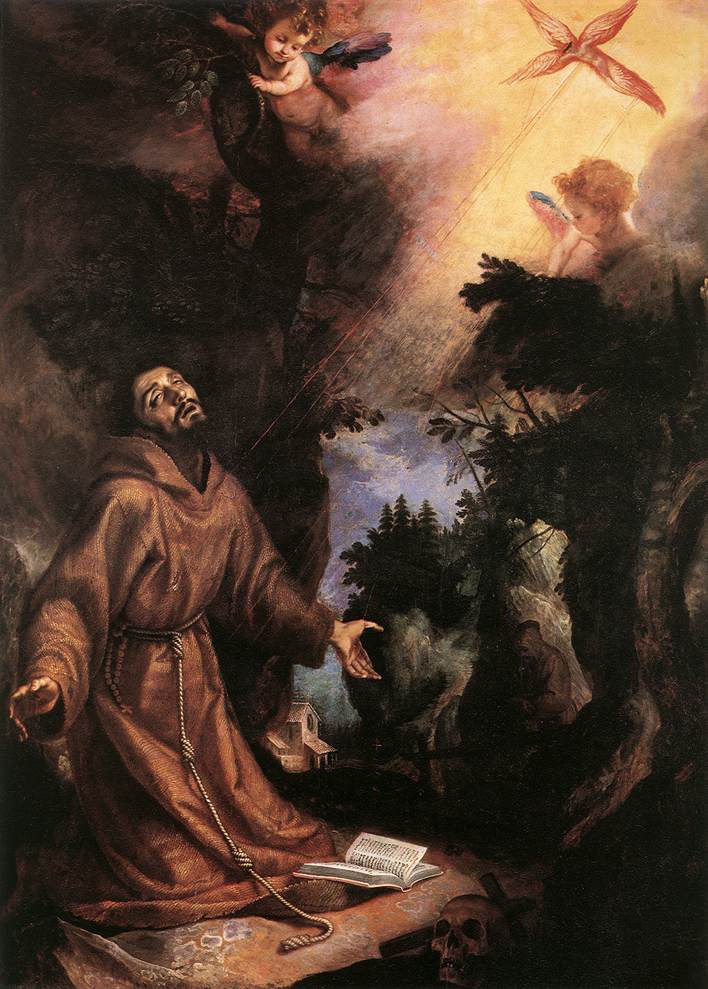
«Стігмати Святого Франциска», галерея Уффіці, Флоренція

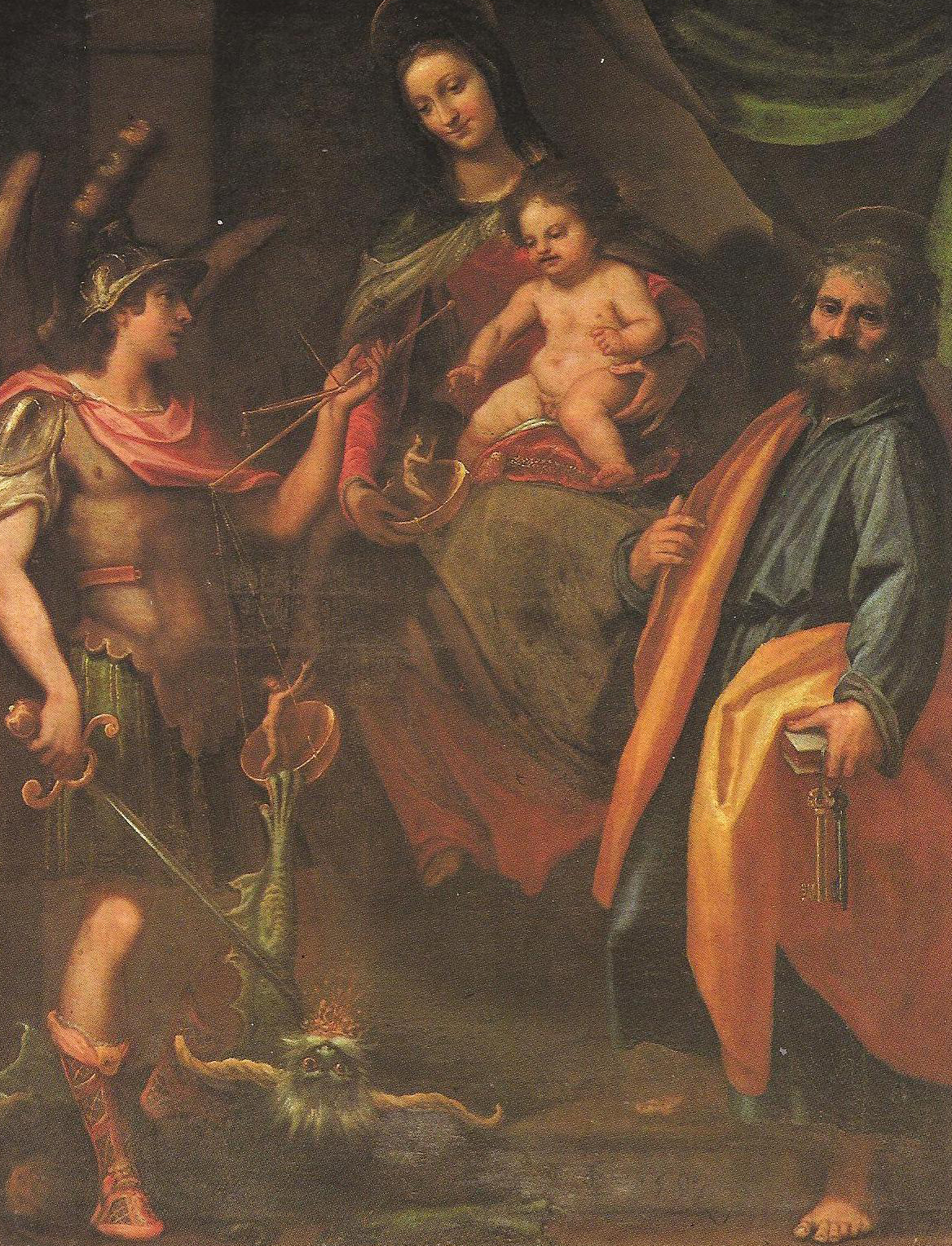
«Мадонна з немовлям, Михаїлом Архангелом і апостолом Петром»

- «Благовіщення», церква Св. Франциска та Кьяри, Флоренція
- «Мучеництво Св. Лаврентія»
- «Св. Трійця»
- «Жертвоприношення Ісаака»
- «Мадонна з немовлям, Михаїлом Архангелом і апостолом Петром»
- «Бенкет у Симона фарісея», галерея Доріа, Рим
- «Йосип Прекрасний і дружина Потіфара», галерея Боргезе, Рим
- «Стигмати Святого Франциска», галерея Уффіці, Флоренція
- «Таємна вечеря»
- «Христос перед натовпом» («Се людина»), Флоренція, Палаццо Пітті
- «Євангеліст Іван», Ермітаж, Санкт-Петербург[5]
- «Козімо І Медічі, Великий князь Тосканський», палаццо Медічі-Рікарді, Флоренція
- «Св. Франциск Ассізький»
- « Христос в Еммаусі»
- «Вхід у Єрусалим»
- «Христа знімають з хреста»
- «Оплакування Христа», Музей історії мистецтв, Відень
- «Вознесіння Христа», 1591, Музей цивіко, Ареццо
- «Марія Магдалина в пустелі»
- «Не торкайся мене» (Христос і Марія Магдалина)
- «Мучеництво Св. Стефана»
- «Св. Антоній і диво з мулом»
- «Катерина Александрійська»
- «Св Єронім в келії»
- «Поклоніння волхвів», церква Сан П'єтро Маджоре, Флоренція
- «Апостол Петро зцілює калік», втрачегна

## Галерея вибраних творів

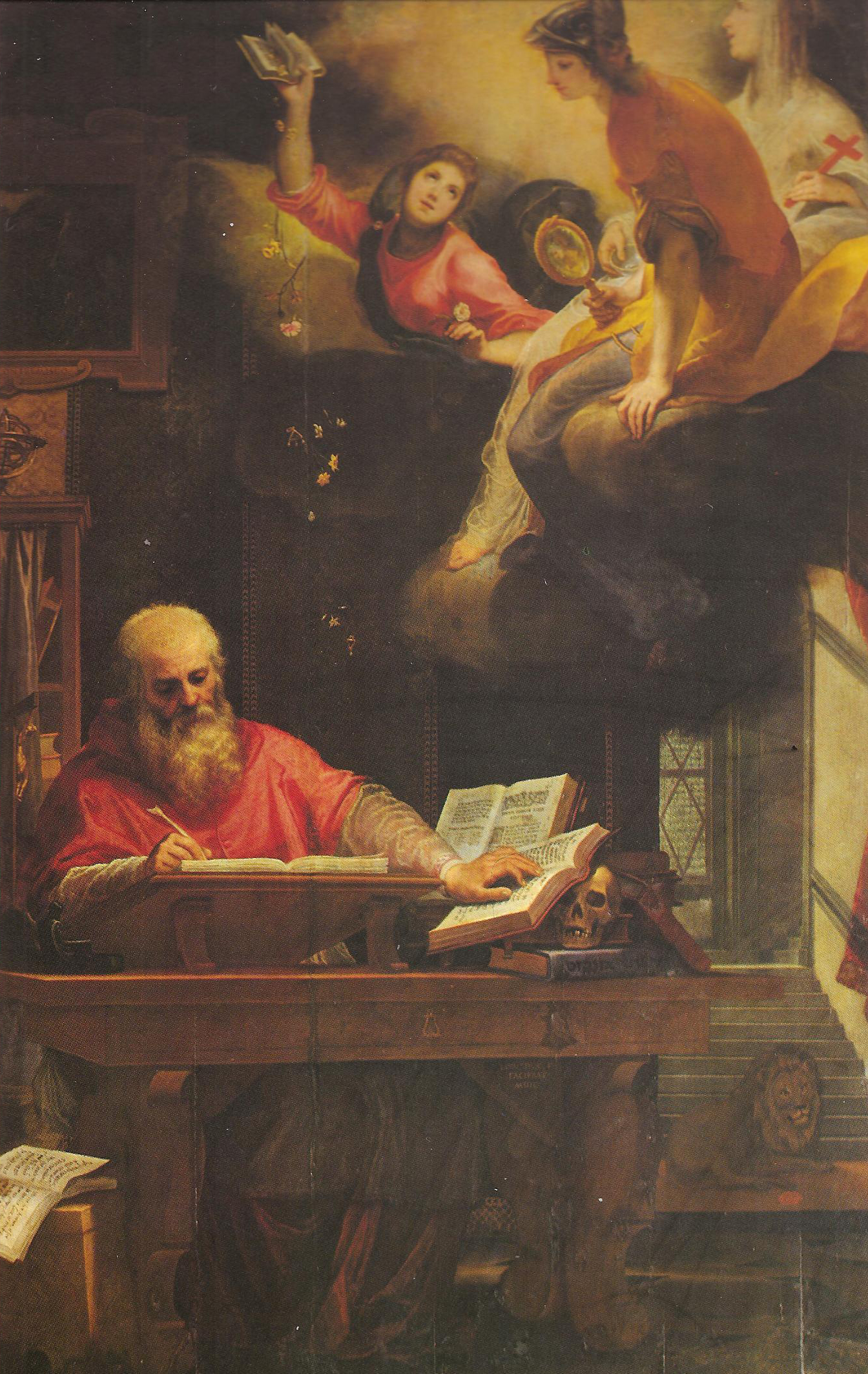
«Св Єронім в келії»
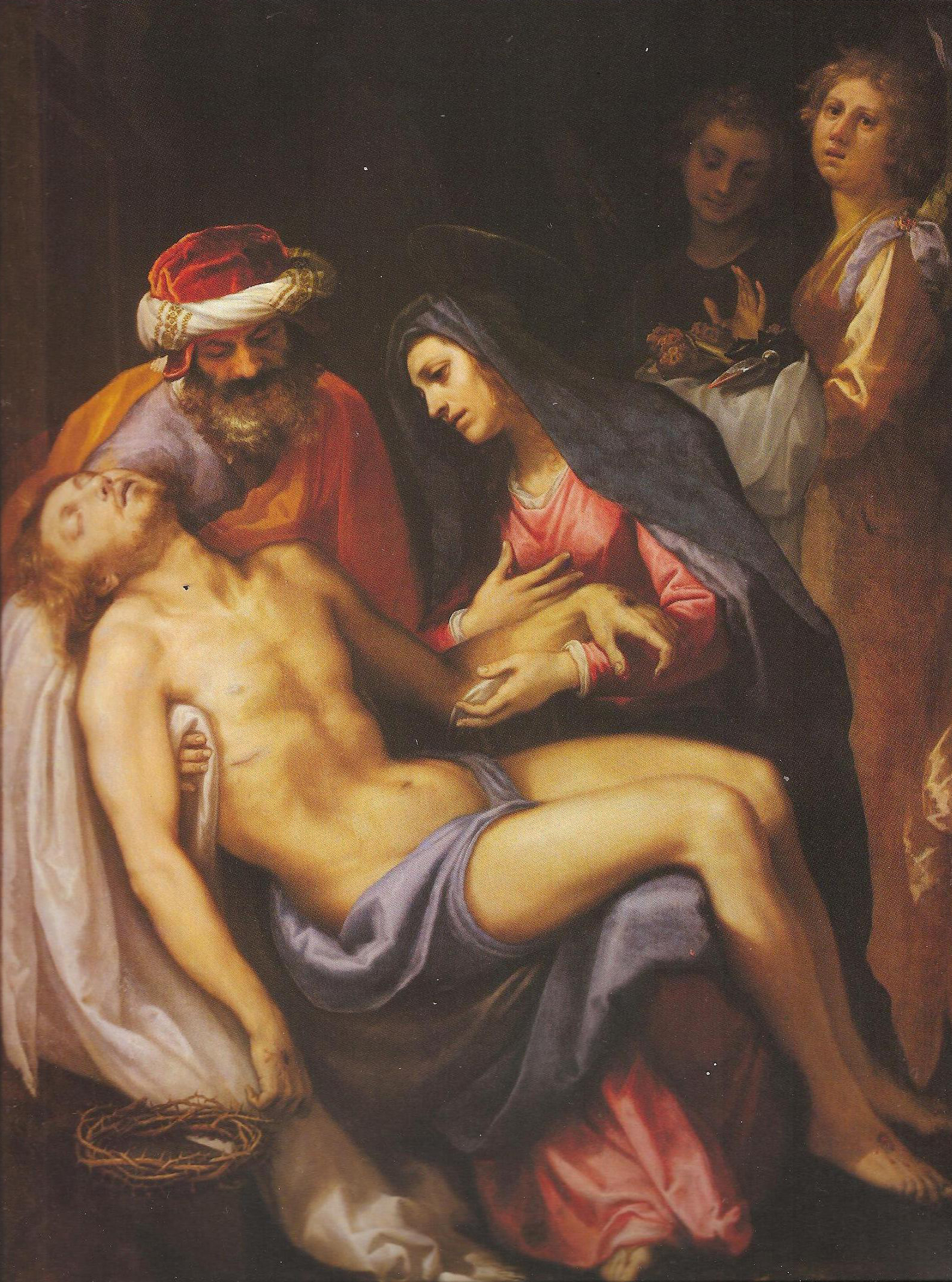
«Оплакування Христа », Лувр, Париж
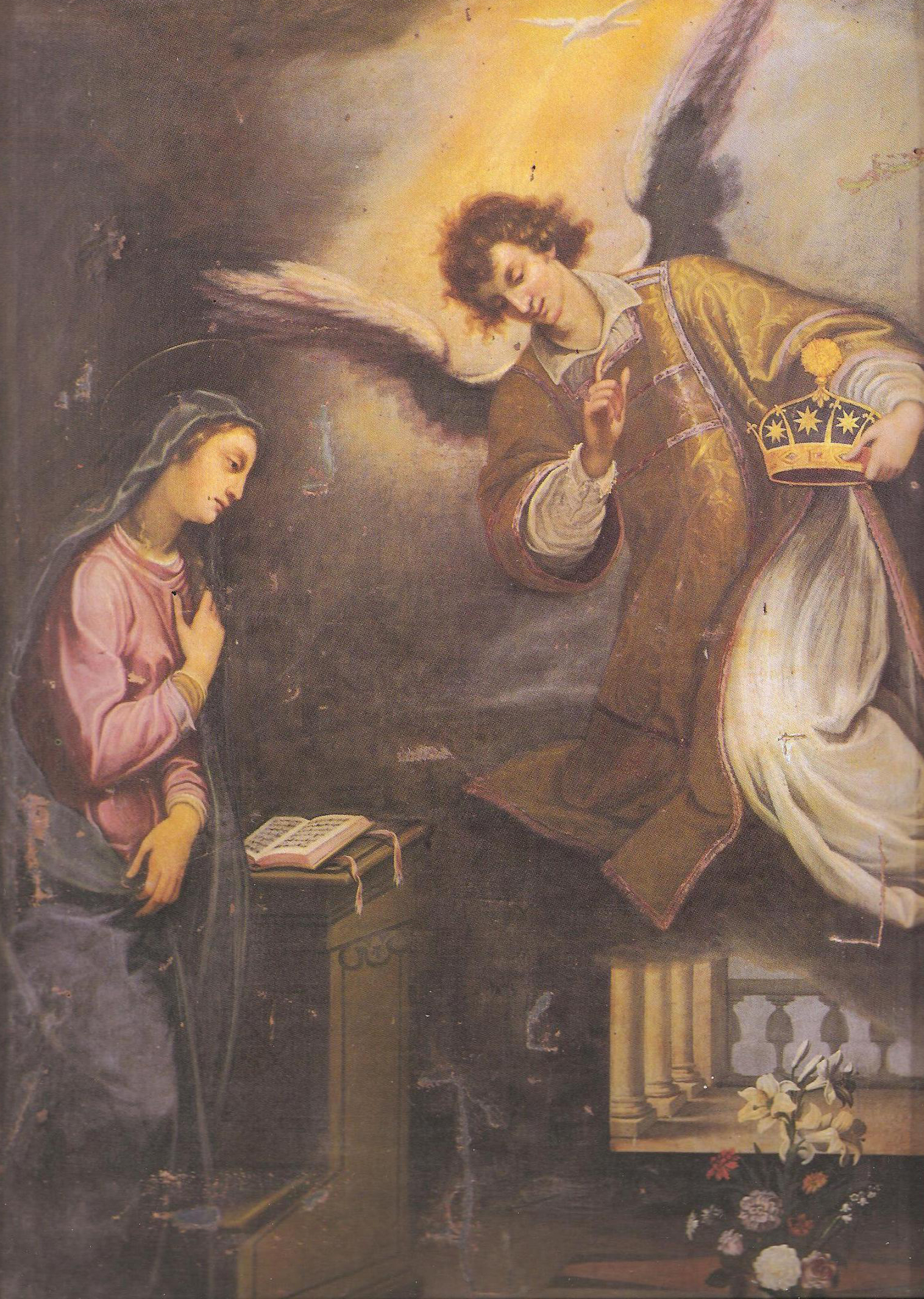
«Благовіщення», церква Св. Франциска та Кьяри, Флоренція
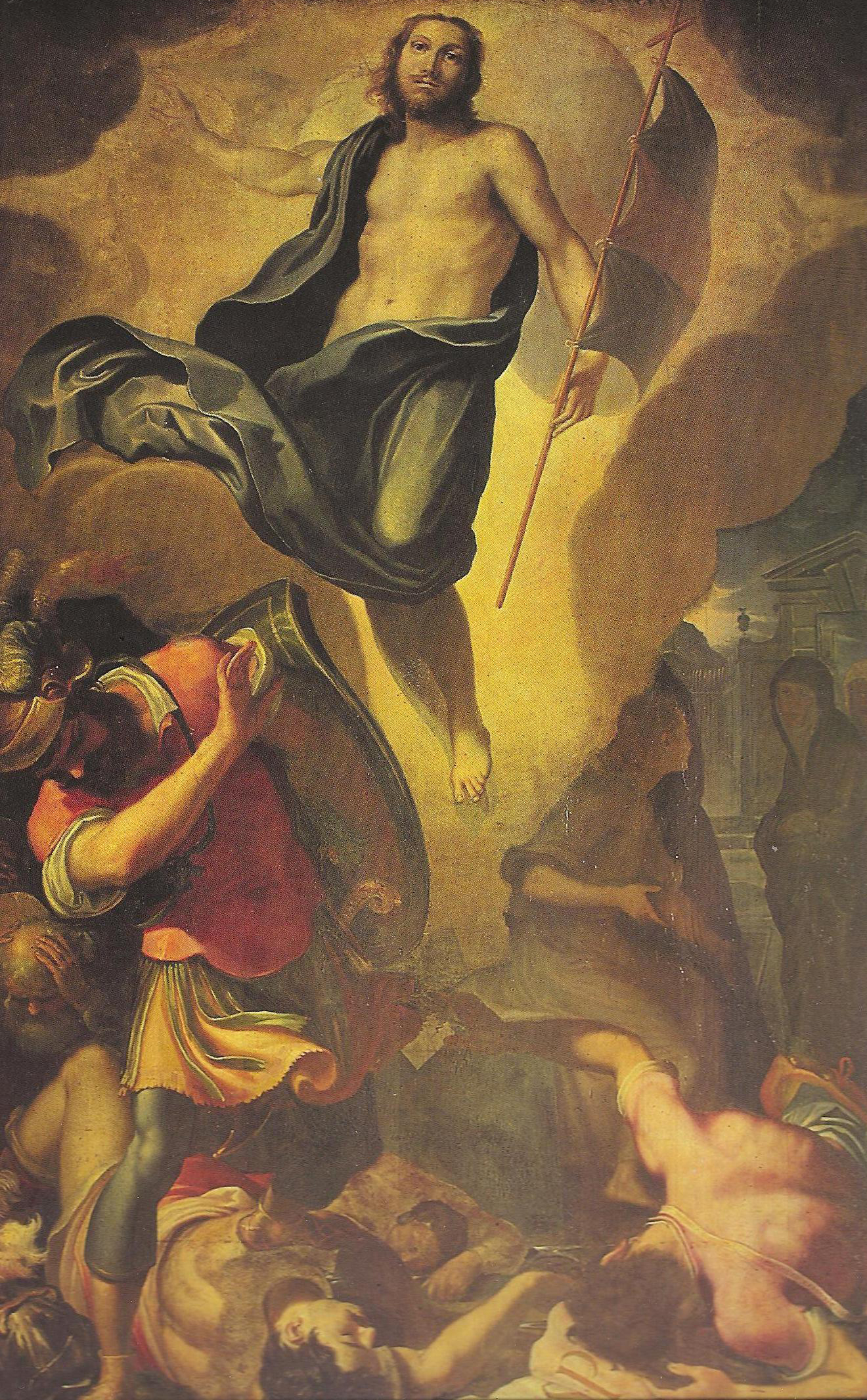
«Вознесіння Христа», 1591, Музей цивіко, Ареццо